# Novovolodîmîrivka, Bereznehuvate
Novovolodîmîrivka (în ucraineană Нововолодимирівка) este localitatea de reședință a comunei Novovolodîmîrivka din raionul Bereznehuvate, regiunea Mîkolaiiv, Ucraina.

## Demografie
Componența lingvistică a localității Novovolodîmîrivka
     Ucraineană (90,84%)
     Rusă (7,15%)
     Română (1,72%)
     Alte limbi (0,29%)
Conform recensământului din 2001, majoritatea populației localității Novovolodîmîrivka era vorbitoare de ucraineană (90,84%), existând în minoritate și vorbitori de rusă (7,15%) și română (1,72%).